# Fritz Kaufmann (neurolog)

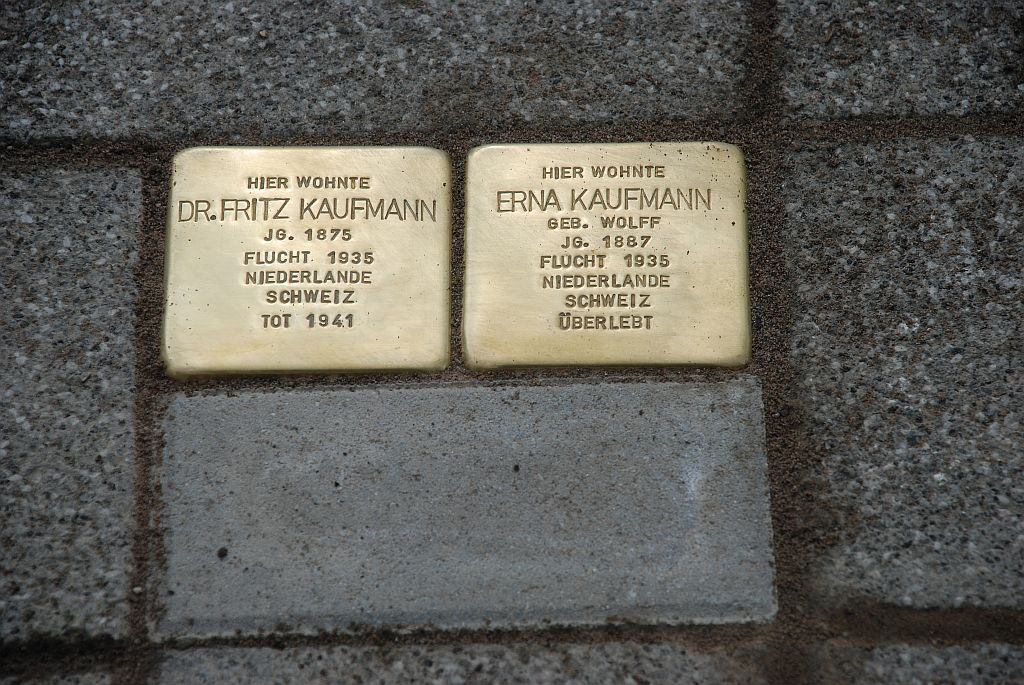
Stolpersteine poświęcone małżeństwu Kaufmannów

Fritz Kaufmann, Friedrich Raphael Kaufmann (ur. 22 marca 1875 w Frankenthal (Pfalz), zm. 9 września 1941 w La Tour-de-Peilz) – niemiecki lekarz psychiatra i neurolog żydowskiego pochodzenia, radca sanitarny, ordynator oddziału neurologicznego szpitala miejskiego w Ludwigshafen am Rhein.

## Życiorys
Syn Emila Kaufmanna i Idy z domu Durlacher. Studiował medycynę na Uniwersytecie w Heidelbergu, doktorem medycyny został w 1898 roku. W 1903 roku był asystentem Wilhelma Heinricha Erba w klinice w Heidelbergu. Potem praktykował w Mannheim. W latach I wojny światowej był zatrudniony w szpitalu rezerwistów w Ludwigshafen. Opracował wówczas metodę leczenia frontowych nerwic, którą określił jako Ueberrumplungsmethode („metoda ataku z zaskoczenia”). Praca Kaufmanna z 1916 roku odbiła się w Europie szerokim echem. Polegała ona na stosowaniu wobec pacjentów bolesnych elektrowstrząsów (Faradisation) lub innych silnych bodźców bólowych.
Nowa metoda zastąpiła wcześniej stosowaną metodę „odpoczynku i ćwiczeń” (Schonung und Übung) i wkrótce zdobyła popularność w Niemczech i Austrii, określana jako metoda Kaufmanna lub Kaufmanna-Kehrera (Kaufmann[-Kehrer]-Methode, Kaufmannisch lub Kaufmann Kur). Po krótkim okresie względnej popularności i ożywionej debaty nad skutecznością i etycznymi aspektami takiego leczenia, metoda została zabroniona, najpierw przez Pruskie Ministerstwo Wojny pod koniec 1917 roku, a w 1918 roku w Austrii. Wiedeński psychiatra Julius Wagner-Jauregg został oskarżony w 1918 roku o zbyt intensywne traktowanie pacjentów wstrząsami; oskarżającym był Sigmund Freud.
Po wojnie, do 1933 roku, kierował oddziałem neurologicznym szpitala miejskiego. Stracił pracę z powodu żydowskiego pochodzenia.
W 2009 roku przy Wredestraße 7 w Ludwigshafen odsłonięto pamiątkowy kamień (Stolperstein), upamiętniający Fritza Kaufmanna.

## Wybrane prace
- Ueber einen Fall von Wundscharlach. Frankenthal, 1899
- Ueber einen Fall von infantiler Pseudobulbärparalyse. Münchener medizinische Wochenschrift 50, ss. 237–239, 1903
- Die planmäßige Heilung komplizierter psychogener Bewegungsstörungen bei Soldaten in einer Sitzung. Münchener medizinische Wochenschrift (Feldärztliche Beilage) 63, ss. 802–804 (1916)
- Bemerkungen zur Therapie der Kriegsneurosen. Münchener medizinische Wochenschrift 64, s. 1014 (1917)
- Zur Behandlung der motorischen Kriegsneurosen. Münchener medizinische Wochenschrift 64, ss. 1520–1523 (1917)
- Beobachtungen über Polyneuritis in der Grippezeit. Neurologisches Centralblatt 38, ss. 719–720, 1919
- Zur Technik der Kampferbehandlung der Pneumonie („Kampfer-Gelatinetten” als Ersatz für Kampfer-Injektionen.)[14]. (1924)